# (13587) 1993 TQ29
A (13587) 1993 TQ29 a Naprendszer kisbolygóövében található aszteroida. Eric Walter Elst fedezte fel 1993. október 9-én.